# Zdeněk Dominik
Zdeněk Dominik (26. listopadu 1924 – 21. června 2010) byl český motocyklový závodník, reprezentant v ploché dráze.

## Závodní kariéra
V Mistrovství Československa na klasické ploché dráze skončil nejlépe v roce 1958 na 3. místě. V Mistrovství světa jednotlivců skončil nejlépe na 13. místě v kontinentálním polofinále 1961. Nejlepší roky závodní kariéry prožil v Ostravě a Kopřivnici.